# Coupe de Biélorussie de football 2010-2011
Navigation
Coupe de Biélorussie 2009-2010 Coupe de Biélorussie 2011-2012
La Coupe de Biélorussie 2010-2011 est la 20e édition de la Coupe de Biélorussie depuis la dissolution de l'URSS. Elle prend place entre le 23 juin 2010 et le 29 mai 2011, date de la finale au stade Traktor de Minsk.
Un total de 48 équipes prennent part à la compétition, cela inclut l'intégralité des clubs de la saison 2010 des trois premières divisions biélorusses, à l'exception de deux équipes réserves, auxquelles s'ajoutent quatre équipes amateurs ayant remporté leurs coupes régionales respectives, les qualifiant ainsi pour la coupe nationale.
La compétition suivant un calendrier sur deux années, contrairement à celui des championnats biélorusses qui s'inscrit sur une seule année, celle-ci se trouve de fait à cheval entre deux saisons de championnat ; ainsi pour certaines équipes promues ou reléguées durant la saison 2010, la division indiquée peut varier d'un tour à l'autre.
Le FK Homiel remporte sa deuxième coupe nationale à l'issue de la compétition au détriment du Nioman Hrodna. Cette victoire permet au club de se qualifier pour le troisième tour de qualification de la Ligue Europa 2011-2012 ainsi que pour l'édition 2012 de la Supercoupe de Biélorussie.

## Premier tour
| Date         | Locaux                      | Score                | Visiteurs                  |
| ------------ | --------------------------- | -------------------- | -------------------------- |
| 23 juin 2010 | Homieltchygountrans (D3)    | 3 - 2                | (D3) Kletchask Kletsk      |
| 23 juin 2010 | Zvyazda-BDU Minsk (D3)      | 0 - 3                | (D3) FK Haradzeïa          |
| 23 juin 2010 | FK Orcha (D3)               | 1 - 4                | (D2) Sloutsksakhar Sloutsk |
| 23 juin 2010 | Spartak Chklow (D3)         | 1 - 3                | (D2) Slavia Mazyr          |
| 23 juin 2010 | FK Jlobine (D3)             | 1 - 6                | (D2) Vedrytch-97 Retchytsa |
| 23 juin 2010 | FK Assipovitchy (D3)        | 1 - 1 ap (5 - 4 tab) | (D2) Belkard Hrodna        |
| 23 juin 2010 | Livadia Dziarjynsk (D3)     | 0 - 1                | (D2) FK Baranavitchy       |
| 23 juin 2010 | Vertykal Kalinkavitchy (D3) | 1 - 2                | (D2) FK Roudensk           |
| 23 juin 2010 | Gazavik Vitebsk (A)         | 2 - 3 ap             | (D2) Kommounalnik Slonim   |
| 23 juin 2010 | Torpedo-MAZ Minsk (A)       | 0 - 7                | (D2) Veras Niasvij         |
| 23 juin 2010 | Isloch Minsk Raion (A)      | 0 - 2                | (D2) Khimik Svietlahorsk   |
| 23 juin 2010 | Beltransgaz Slonim (D3)     | 0 - 1                | (D2) FK Lida               |
| 23 juin 2010 | Biaroza-2010 (D3)           | 0 - 0 ap (3 - 5 tab) | (D2) SKVITCH Minsk         |
| 23 juin 2010 | Vigvam Smaliavitchy (D3)    | 0 - 1                | (D2) FK Polotsk            |
| 23 juin 2010 | Nioman Masty (D3)           | 1 - 2                | (D2) FK Smarhon            |
| 24 juin 2010 | Tekhnolag Mahiliow (A)      | 1 - 4                | (D3) FK Maladetchna        |

## Seizièmes de finale
Les équipes de la première division 2010 font leur entrée à partir de ce tour.
| Date            | Locaux                     | Score                | Visiteurs                 |
| --------------- | -------------------------- | -------------------- | ------------------------- |
| 7 juillet 2010  | FK Baranavitchy (D2)       | 0 - 3                | (D1) BATE Borisov         |
| 17 juillet 2010 | FK Haradzeïa (D3)          | 3 - 0                | (D2) Granit Mikachevitchy |
| 17 juillet 2010 | Homieltchygountrans (D3)   | 1 - 5                | (D1) Nioman Hrodna        |
| 17 juillet 2010 | FK Maladetchna (D3)        | 0 - 5                | (D2) FK Homiel            |
| 17 juillet 2010 | Veras Niasvij (D2)         | 0 - 5                | (D1) Chakhtior Salihorsk  |
| 17 juillet 2010 | FK Assipovitchy (D3)       | 0 - 7                | (D2) Volna Pinsk          |
| 17 juillet 2010 | Sloutsksakhar Sloutsk (D3) | 0 - 7                | (D1) FK Minsk             |
| 17 juillet 2010 | Khimik Svietlahorsk (D2)   | 2 - 3 ap             | (D1) FK Vitebsk           |
| 17 juillet 2010 | FK Polotsk (D2)            | 0 - 1                | (D2) DBK Homiel           |
| 17 juillet 2010 | FK Lida (D2)               | 1 - 3                | (D1) Belchina Babrouïsk   |
| 18 juillet 2010 | Kommounalnik Slonim (D2)   | 2 - 0                | (D1) Torpedo Jodzina      |
| 18 juillet 2010 | Vedrytch-97 Retchytsa (D2) | 0 - 2                | (D1) Dinamo Brest         |
| 18 juillet 2010 | SKVITCH Minsk (D2)         | 1 - 1 ap (2 - 4 tab) | (D1) Partizan Minsk       |
| 18 juillet 2010 | FK Roudensk (D2)           | 2 - 1                | (D1) Dniepr Mahiliow      |
| 18 juillet 2010 | Slavia Mazyr (D2)          | 0 - 1                | (D1) Naftan Novopolotsk   |
| 18 juillet 2010 | FK Smarhon (D2)            | 1 - 2                | (D1) Dinamo Minsk         |

## Huitièmes de finale
| Date              | Locaux                   | Score                | Visiteurs                |
| ----------------- | ------------------------ | -------------------- | ------------------------ |
| 22 septembre 2010 | Naftan Novopolotsk (D1)  | 4 - 2                | (D3) FK Haradzeïa        |
| 22 septembre 2010 | Belchina Babrouïsk (D1)  | 2 - 1 ap             | (D2) Kommounalnik Slonim |
| 22 septembre 2010 | FK Roudensk (D2)         | 0 - 5                | (D2) FK Homiel           |
| 22 septembre 2010 | FK Minsk (D1)            | 3 - 1 ap             | (D2) DBK Homiel          |
| 22 septembre 2010 | FK Vitebsk (D1)          | 1 - 1 ap (4 - 5 tab) | (D1) Nioman Hrodna       |
| 22 septembre 2010 | Chakhtior Salihorsk (D1) | 4 - 0 ap             | (D2) Volna Pinsk         |
| 27 octobre 2010   | Partizan Minsk (D1)      | 1 - 0                | (D1) Dinamo Minsk        |
| 27 novembre 2010  | BATE Borisov (D1)        | 0 - 1                | (D1) Dinamo Brest        |

## Quarts de finale
Les matchs aller sont joués le 1er et le 2 mars 2011 tandis que les matchs retour sont joués les 5 et 6 mars 2011.
| Équipe 1                 | Score | Équipe 2                | Aller | Retour |
| ------------------------ | ----- | ----------------------- | ----- | ------ |
| Chakhtior Salihorsk (D1) | 3 - 2 | (D1) Dinamo Brest       | 2 - 1 | 1 - 1  |
| Belchina Babrouïsk (D1)  | 2 - 1 | (D1) FK Minsk           | 0 - 1 | 2 - 0  |
| Partizan Minsk (D2)      | 2 - 3 | (D1) FK Homiel          | 0 - 0 | 2 - 3  |
| Nioman Hrodna (D1)       | 3 - 1 | (D1) Naftan Novopolotsk | 1 - 1 | 2 - 0  |

## Demi-finales
Les matchs aller sont joués le 13 mars 2011 tandis que les matchs retour sont joués le 20 mars 2011.
| Équipe 1                | Score | Équipe 2                 | Aller | Retour |
| ----------------------- | ----- | ------------------------ | ----- | ------ |
| Belchina Babrouïsk (D1) | 0 - 1 | (D1) Nioman Hrodna       | 0 - 1 | 0 - 0  |
| FK Homiel (D1)          | 4 - 2 | (D1) Chakhtior Salihorsk | 2 - 1 | 2 - 1  |

## Finale
Le FK Homiel dispute sa troisième finale de coupe après 2002 et 2004 tandis que le Nioman Hrodna atteint ce stade pour la deuxième fois après sa victoire en 1993. Le FK Homiel l'emporte finalement sur le score de 2-0 et remporte la coupe pour la deuxième fois de son histoire.
| Entraîneur :        |
| Aleksandr Korechkov |

| Entraîneur :  |
| Oleg Koubarev |

| Entraîneur :        |
| Aleksandr Korechkov |

| Entraîneur :  |
| Oleg Koubarev |